# Ihlbeck

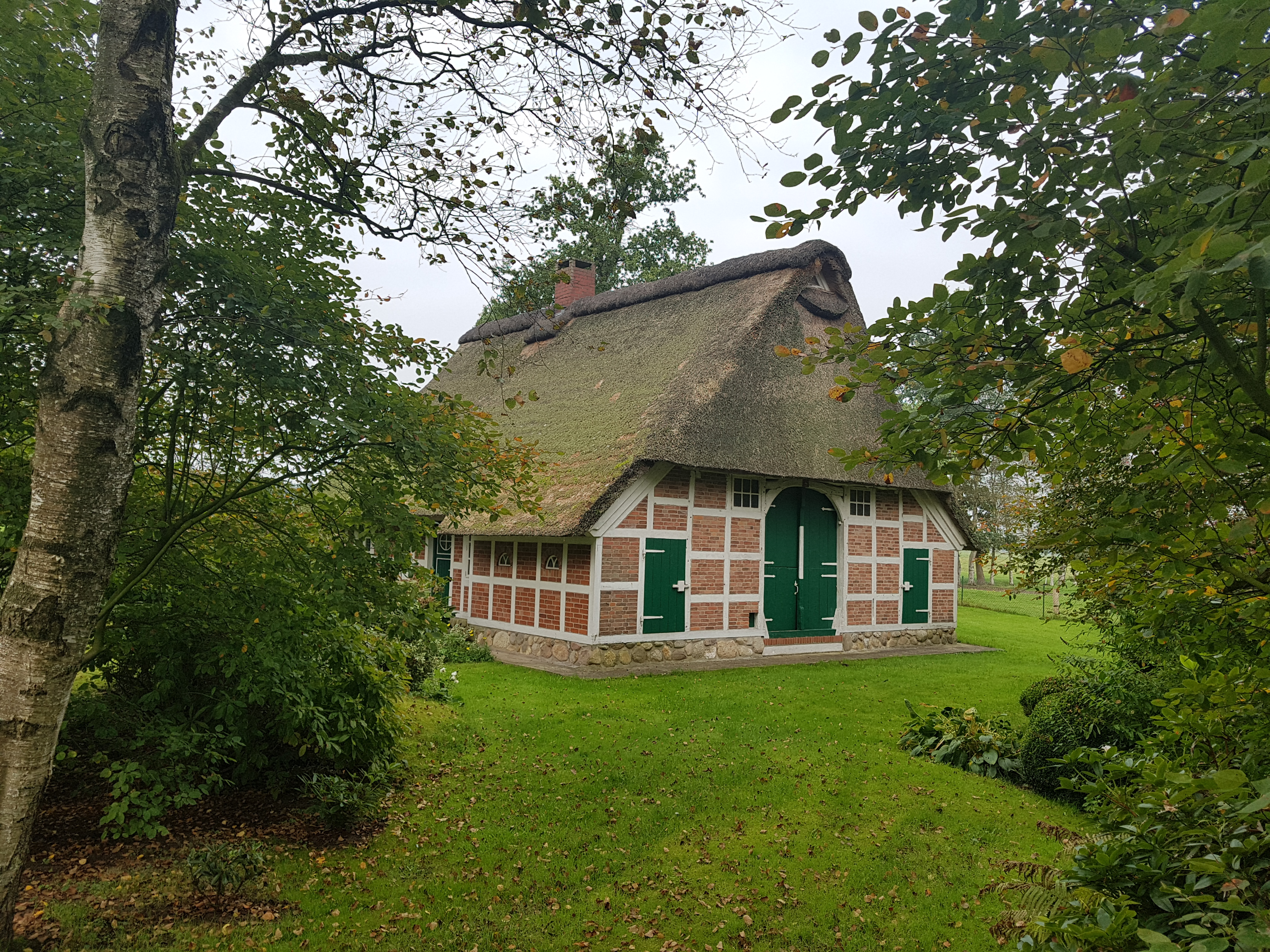
Fachwerkhaus in Ihlbeck

Ihlbeck (niederdeutsch Ihlbeek) ist ein Dorf in der Gemeinde Lamstedt, Samtgemeinde Börde Lamstedt, im Landkreis Cuxhaven, Niedersachsen.

## Geografie
Ihlbeck liegt an der Grenze vom Marschland von der Oste hin zum Moor im Sietland am Ihlbecker Kanal, der im Nordosten auch mit dem Basbecker Schleusenfleth verbunden ist.
Die Nachbarorte sind Bornberg im Nordosten, Hechthausen im Osten, Klint und Laumühlen im Südosten, Seth im Süden, Lamstedt im Südwesten, Hackemühlen im Westen und Wohlenbeck im Nordwesten.

## Geschichte
Ihlbeck ist im 19. Jahrhundert als Moorkolonie gegründet worden.
Die Akten der früheren Gemeinde Ihlbeck liegen seit Oktober 1967 im Kreisarchiv des Landkreises Cuxhaven.

### Verwaltungsgeschichte
Der Ort gehörte vor 1859 zu Börde Lamstedt innerhalb des Amts Bremervörde und von 1859 bis 1885 zum Amt Osten. Nach 1885 gehörte er zum Kreis Neuhaus an der Oste. 1932 wurde er Teil vom Landkreis Land Hadeln und 1977 vom Landkreis Cuxhaven.
Bis zur Gemeindereform in Niedersachsen am 1. Juli 1972 war Ihlbeck eine eigene Gemeinde und wurde dann Teil der Gemeinde Lamstedt.

### Einwohnerzahl
| Jahr              | Einwohner              |
| ----------------- | ---------------------- |
| 1. Dezember 1871  | 99 Personen, 19 Häuser |
| 1. Dezember 1885  | 91 Personen, 19 Häuser |
| 1. Dezember 1905  | 91 Personen, 20 Häuser |
| 1. Dezember 1910  | 85                     |
| 1925              | 93                     |
| 1933              | 103                    |
| 1939              | 87                     |
| 31. Dezember 2009 | 59                     |

### Religion
Ihlbeck ist evangelisch-lutherisch geprägt und gehört zum Kirchspiel der St.-Bartholomäus-Kirche in Lamstedt.
Die Katholiken gehen zur St.-Ansgar-Kirche in Warstade, die seit 2010 Teil der Kirchengemeinde Heilig Geist in Stade ist.

### Wappen
Das Wappen von Ihlbeck zeigt auf schwarzem Grund über einem grünen Schildfuß und einem silbernen, mit fünf schwarzen Egeln (2:1:2) belegten Wellenbalken einen silbernen Schachspringer.
Der Wellenbalken mit den Egeln (Ielen) ist ein Hinweis auf den Namen des Ortes. Die Schachfigur steht für den Bürgermeister Peter Springer, der sich in jahrzehntelanger Dienstzeit (1929–46 und 1948–68) um die Gemeinde verdient gemacht hat.

### Bürgermeister
- 1929–1946: Peter Springer
- 1948–1968: Peter Springer
- 1968–1972: Hinrich Dankers

## Bau und Kultur

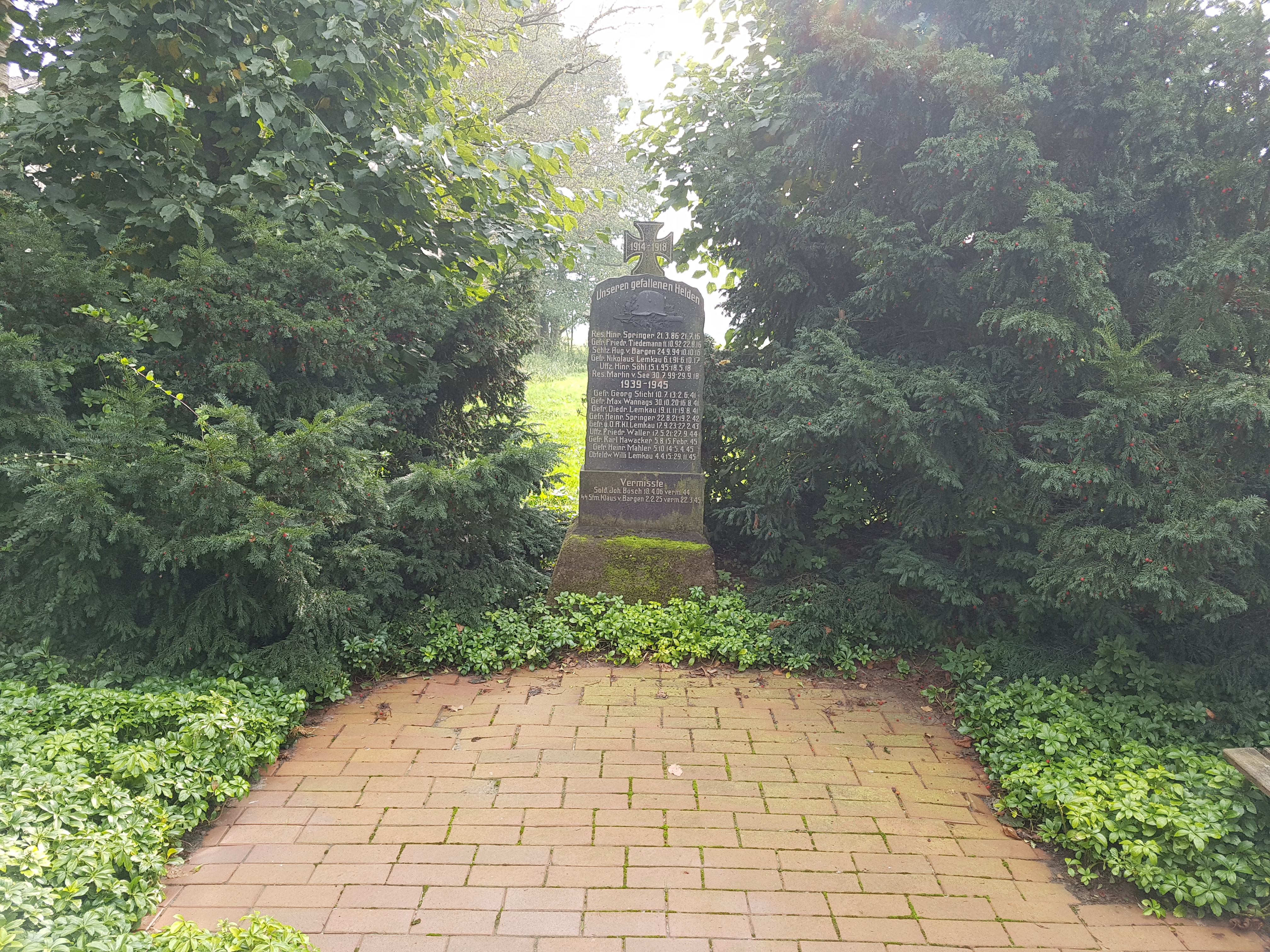
Kriegerdenkmal in Ihlbeck

- Denkmal für die Gefallenen aus den zwei Weltkriegen an der Peter-Springer-Straße
- Wohn- und Wirtschaftsgebäude Peter-Springer-Straße 23 von 1854 in Fachwerk
- Wohn- und Wirtschaftsgebäude Peter-Springer-Straße 15 von um 1880 in Fachwerk

## Wirtschaft und Infrastruktur
Für den Brandschutz in Ihlbeck sorgt die Freiwillige Feuerwehr Lamstedt.

### Verkehr
Ihlbeck liegt an der Peter-Springer-Straße, die im Westen nach Hackemühlen und zur Bundesstraße 495 verläuft. Nach Südwesten führt sie über den Ehlanddamm an die Landesstraße 116. Im Nordosten verläuft die Peter-Springer-Straße als An’n Moor an die Bundesstraße 73 bei Bornberg.
Die nächste Autobahn ist die Autobahn 26 (Abschnitt Stade–Hamborg). Die Auffahrt 2 (Stade-Süd) liegt etwa 27 Kilometer südöstlich von Ihlbeek an der B 73.
Der nächste Bahnhof ist fast sechs Kilometer weit entfernt: Es ist im Südosten der Bahnhof Hechthausen an der Niederelbebahn von Cuxhaven nach Hamburg.

### Schulen
Ihlbeck hatte früher eine eigene Volksschule. Heutzutage gehen die Kinder nach Lamstedt in die Grundschule Lamstedt und in die Oberschule Lamstedt. Auf das Gymnasium gehen sie zum Gymnasium Warstade.